# Горњи Стубал
Горњи Стубал (мкд. Горни Стубол) је насеље у Северној Македонији, у источном делу државе. Горњи Стубал је у саставу општине Пробиштип.

## Географија
Горњи Стубал је смештен у источном делу Северне Македоније. Од најближег града, Пробиштипа, насеље је удаљено 10 km западно.
Насеље Горњи Стубал се налази у историјској области Злетово, на северозападном ободу Злетовске котлине. Западно од насеља издиже се планина Манговица. Надморска висина насеља је приближно 670 метара.
Месна клима је умерено континентална.

## Становништво
Горњи Стубал је према последњем попису из 2002. године имао 99 становника.
Претежно становништво у насељу су етнички Македонци (100%).
Већинска вероисповест месног становништва је православље.